# 資訊部 (緬甸)
信息部是緬甸一個負責向公众通报政府的政策计划和执行情况的部門，該部門還負責支持改善公众的知识和教育水平。